# 検事とその妹
『検事とその妹』（けんじとそのいもうと）は、竹田敏彦の小説『検事の妹』を原作とした日本の映画である。1937年（昭和12年）に日活で映画化され、ディック・ミネの歌う主題歌『人生の並木道』（作詞：佐藤惣之助、作曲：古賀政男） がヒットした。1956年（昭和31年）には新東宝でリメイクされた。また1961年（昭和36年）11月28日には、フジテレビの『シャープ火曜劇場』でテレビドラマ化された。
あらすじは、「幼くして父母を失い、妹と2人で生きてきた矢島健作は念願の検事になることができた。妹の明子も柴野秀雄という男性との結婚が決まり、順風満帆の人生かに見えた。しかし、ある事件をきっかけに健作は柴野秀雄を検挙することになる……」というものである。

## 1937年版

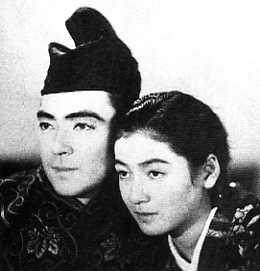
左は岡譲二

### キャスト
- 矢島健作：岡譲二
- 矢島明子：原節子
- 柴野秀雄：伊沢一郎
- 小林重四郎
- 高木永二
- 広瀬恒美
- 星玲子

### スタッフ
- 監督：渡辺邦男
- 原作：竹田敏彦
- 脚本：荒巻芳郎・玉川映二
- 撮影：渡辺孝

## 1956年版

### キャスト
- 矢島健作：丹波哲郎
- 矢島明子：日比野恵子
- 秋本静江：筑紫あけみ
- 秋本亮一：北原隆
- 芝野秀雄：天知茂
- 芝野貞雄：中村彰
- 前田民蔵：高村洋三
- 押本：江川宇礼雄
- 上田：北沢彪
- 上田夫人：徳大寺君枝
- 堀川署長：高松政雄
- 阿部事務官：御木本伸介
- 橋本医師：三原純
- 橋本夫人：万代裕子
- 中本敏江：宮田文子
- お春：真山くみ子
- 源助：武村新
- ヤエ：藤村昌子
- 裁判長：高田稔

### スタッフ
- 監督：古賀聖人
- 原作：竹田敏彦
- 脚色：外山凡平
- 音楽：利根一郎

## テレビドラマ

### キャスト
- 矢島：北村和夫
- 明子：大空真弓
- 芝野：川辺久造
- 川崎：安部徹
- 竹子：南美江
- 静江：大塚道子

| フジテレビ シャープ火曜劇場 | フジテレビ シャープ火曜劇場   | フジテレビ シャープ火曜劇場 |
| 前番組                      | 番組名                        | 次番組                      |
| --------------------------- | ----------------------------- | --------------------------- |
| 母なき子                    | 検事とその妹 （テレビドラマ） | 愛ながれる果てに            |